# Star Trek Online
Star Trek Online er et computerspil af genren MMORPG. Spillet er inspireret af Tv-serien Star Trek og udgivet af Cryptic Studios. Det er muligt at spille gratis eller mod betaling.